# Katechet
Ein Katechet (von altgriechisch κατηχητής katēchētḗs „[mündlich] Unterrichtender, [vorsagender] Lehrer“, siehe auch Etymologie von „Katechismus“) ist in erster Linie ein Religionslehrer in der evangelischen oder römisch-katholischen Kirche. In Anlehnung an das allgemeine Lehrerstudium wurde der Katechet in kirchlichen Instituten dazu ausgebildet, an allgemeinbildenden Schulen ausschließlich Religion zu unterrichten. Daneben findet dieser Begriff in der römisch-katholischen Kirche bereits seit Längerem auch für Laien Anwendung, die im Auftrag eines Pfarrers Kinder und Erwachsene auf den Empfang bestimmter Sakramente vorbereiten.

## Ausbildung und Berufung

### Überblick
Katecheten und Katechetinnen, die im kirchlichen Auftrag Religionsunterricht erteilen, bedürfen einer kirchlichen Lehrerlaubnis. Für den evangelischen Religionsunterricht ist das die Vokation durch eine Gemeinde oder Beauftragte der evangelischen Kirche, für den katholischen Religionsunterricht die Missio canonica, die von einem Bischof im Rahmen eines Gottesdienstes durch Segenspendung erteilt wird.
Katecheten (zuweilen auch Katechisten) waren ursprünglich sowohl in der katholischen Kirche als auch in der evangelischen Kirche geistliche Begleiter in der Sakramentenpastorale. Sie bereiten die Bewerber in der Zeit ihrer Vorbereitung auf den Empfang bestimmter Sakramente vor. Diese Vorbereitungszeit heißt Katechumenat. Diese hat vor allem für die Taufe (Taufkatechese) eine bis zur Urgemeinde reichende Tradition.

### Deutschland
Die Ausbildungs- und Arbeitsbedingungen der Katecheten sind je nach Bundesland unterschiedlich. So ist die dreistufige und nahezu sieben Jahre umfassende Ausbildung zum Katecheten in Berlin 2006 ausgelaufen und durch eine Fachhochschulausbildung zum – auch diplomierten – Religionspädagogen ersetzt worden. 
Zur Unterscheidung von den bis zur Wende (1989/90) in der DDR eingesetzten Gemeindekatecheten wurden die Religionslehrkräfte an Schulen als Schulkatecheten bezeichnet. Mittlerweile gibt es eine begriffliche Verallgemeinerung, so dass die Berufsbezeichnung von Katecheten bzw. Schulkatecheten sich in Religionslehrer gewandelt hat.
Gemeindekatecheten vermochten nur unter sehr erschwerten Bedingungen Christenlehre und Konfirmandenunterricht außerhalb der Schule in Räumen der jeweiligen Kirchengemeinde zu erteilen. Wollten Gemeindekatecheten nach der Wende ebenfalls in der Schule als Religionslehrer eingesetzt werden, mussten sie sich erst zu Schulkatecheten weiterqualifizieren.

### Schweiz
Von 1964 bis 2004 gab es in Luzern eine Ausbildungsstätte für angehende Katecheten. Das Katechetische Institut Luzern (KIL) war der damaligen Theologischen Fakultät Luzern angeschlossen und ging am 1. August 2004 in das Religionspädagogische Institut (RPI) über, das heute ein Teil der Theologischen Fakultät an der Universität Luzern ist.